# Kampioenschap van Zürich 1991
Het Kampioenschap van Zürich 1991 was de 78ste editie van deze wielerkoers (ook wel bekend als Züri-Metzgete) en werd verreden op 18 augustus, in en rond Zürich, Zwitserland. De koers was 240 kilometer lang, en maakte deel uit van de strijd om de wereldbeker. Aan de start stonden 192 renners, van wie 142 de finish bereikten.

## Uitslag
| Kampioenschap van Zürich 1991 |                     |                       |            |
| Plaats                        | Naam                | Ploeg                 | Tijd       |
| Winnaar                       | Johan Museeuw       |                       | 6u 28' 13" |
| 2                             | Laurent Jalabert    |                       | z.t.       |
| 3                             | Maximilian Sciandri | Carrera Jeans-Tassoni | z.t.       |
| 4                             | Maurizio Fondriest  | Panasonic             | z.t.       |
| 5                             | Edwig Van Hooydonck | Buckler               | z.t.       |
| 6                             | Andrei Tchmil       |                       | z.t.       |
| 7                             | Phil Anderson       |                       | z.t.       |
| 8                             | Falk Boden          | PDM-Concorde          | z.t.       |
| 9                             | Luc Roosen          |                       | z.t.       |
| 10                            | Dirk De Wolf        |                       | z.t.       |
|                               |                     |                       |            |
| 11                            | Danny Nelissen      | PDM-Concorde          | z.t.       |